# 샤오허얀 문화
소하연 문화(중국어: 小河沿文化 샤오허얀 문화[*])는 중국 내몽골 자치구 아오한 기에서 발견되는 신석기 시대 문화로, 시기는 기원전 3000~2000년 경으로 추정된다. 1970년대 발굴된 난타이(南台) 유적이 근처에 위치한 아오한 기 소하연 향에서 이름이 유래한다.

## 같이 보기
- 홍산 문화